# Words with Friends
Words with Friends est un jeu de lettres en réseau de type scrabble, à deux joueurs, conçu par la société de développement Zynga with Friends. Le jeu est disponible sur plusieurs plateformes mobiles, dont les plateformes Android, Windows Phone et iOS. Il a également été porté en tant qu'application pour le site de réseautage social Facebook.
Words with Friends est la deuxième réalisation du studio Zynga, à l'origine studio NewToy. NewToy est l'auteur de Chess with Friend, jeu d'échecs en réseau, fonctionnant sur le même principe que Words with Friends, et disponible sur iPhone. Le jeu, sorti en juin 2009 et disponible en version gratuite et payante, a été téléchargé des millions de fois et est l'une des applications les plus téléchargées sur iPhone[réf. nécessaire].

## Objectif du jeu
Les joueurs forment successivement des mots horizontalement ou verticalement sur le plateau; leur but est de marquer autant de points que possible pour chaque mot formé (comme au Scrabble en duplicate)